# Women's National Basketball Association
A Women's National Basketball Association (em português: Associação Nacional de Basquetebol Feminino; abreviação oficial: WNBA) é uma liga profissional de basquete feminino dos Estados Unidos. A liga é composta por 13 times (com previsão de expansão para 18 times até 2030). A WNBA está sediada em Midtown Manhattan.
A WNBA foi fundada em 24 de abril de 1996, como o equivalente feminino da National Basketball Association (NBA); os jogos começaram de fato em 1997. A temporada regular ocorre de maio a setembro, com cada time disputando 44 partidas. Os oito melhores times (independentemente da conferência) se classificam para os playoffs, que culminam nas finais da WNBA, disputadas em outubro.
O All-Star Game ocorre no meio da temporada, em julho. A liga organiza uma competição anual no meio da temporada, a Commissioner's Cup. A WNBA é membro ativo da USA Basketball (USAB), que é reconhecida pela Federação Internacional de Basquetebol (FIBA) como o órgão regulador do basquete nos Estados Unidos.

## Times
A WNBA começou com 8 equipes em 1997 e, após uma série de expansões, contratações e mudanças, terá 13 equipes na temporada de 2025 e um total de 19 franquias na história da WNBA.
Na temporada de 2025, Las Vegas Aces (anteriormente conhecido como Utah Starzz e San Antonio (Silver) Stars), Los Angeles Sparks, New York Liberty e Phoenix Mercury são as únicas franquias fundadas em 1997 restantes.
As arenas listadas abaixo refletem aquelas que estarão em uso durante a temporada de 2025.
| * | A franquia foi realocada em algum momento de sua existência. |

| Equipes da WNBA - Temporada de 2025 | Equipes da WNBA - Temporada de 2025 | Equipes da WNBA - Temporada de 2025 | Equipes da WNBA - Temporada de 2025 | Equipes da WNBA - Temporada de 2025 | Equipes da WNBA - Temporada de 2025 | Equipes da WNBA - Temporada de 2025 |
| Conferência                         | Time                                | Cidade                              | Arena                               | Capacidade                          | Fundação                            | Treinador Principal                 |
| ----------------------------------- | ----------------------------------- | ----------------------------------- | ----------------------------------- | ----------------------------------- | ----------------------------------- | ----------------------------------- |
| Leste                               | Atlanta Dream                       | College Park, Geórgia               | Gateway Center Arena                | 3.265                               | 2008                                | Karl Smesko                         |
| Leste                               | Chicago Sky                         | Chicago, Illinois                   | Wintrust Arena                      | 10.387                              | 2006                                | Tyler Marsh                         |
| Leste                               | Connecticut Sun                     | Uncasville, Connecticut             | Mohegan Sun Arena                   | 8.910                               | 1999*                               | Rachid Meziane                      |
| Leste                               | Indiana Fever                       | Indianápolis, Indiana               | Gainbridge Fieldhouse               | 17.274                              | 2000                                | Stephanie White                     |
| Leste                               | New York Liberty                    | Brooklyn, Nova Iorque               | Barclays Center                     | 17.732                              | 1997                                | Sandy Brondello                     |
| Leste                               | Washington Mystics                  | Washington, D.C.                    | CareFirst Arena                     | 4.200                               | 1998                                | Sydney Johnson                      |
| Oeste                               | Dallas Wings                        | Arlington, Texas                    | College Park Center                 | 6,.251                              | 1998*                               | Chris Koclanes                      |
| Oeste                               | Golden State Valkyries              | São Francisco, Califórnia           | Chase Center                        | 18.064                              | 2025                                | Natalie Nakase                      |
| Oeste                               | Las Vegas Aces                      | Paradise, Nevada                    | Michelob Ultra Arena                | 10.509                              | 1997*                               | Becky Hammon                        |
| Oeste                               | Los Angeles Sparks                  | Los Angeles, Califórnia             | Crypto.com Arena                    | 18.997                              | 1997                                | Lynne Roberts                       |
| Oeste                               | Minnesota Lynx                      | Minneapolis, Minnesota              | Target Center                       | 19.356                              | 1999                                | Cheryl Reeve                        |
| Oeste                               | Phoenix Mercury                     | Phoenix, Arizona                    | PHX Arena                           | 18.422                              | 1997                                | Nate Tibbetts                       |
| Oeste                               | Seattle Storm                       | Seattle, Washington                 | Climate Pledge Arena                | 18.100                              | 2000                                | Noelle Quinn                        |

### Equipes futuras[3]
| Time                   | Cidade                  | Arena                | Capacidade | Estreia |
| ---------------------- | ----------------------- | -------------------- | ---------- | ------- |
| Portland Fire          | Portland, Oregon        | Moda Center          | 19,.393    | 2026    |
| Toronto Tempo          | Toronto, Ontário        | Coca-Cola Coliseum   | 8.700      | 2026    |
| Cleveland WNBA team    | Cleveland, Ohio         | Rocket Arena         | 19.432     | 2028    |
| Detroit WNBA team      | Detroit, Michigan       | Little Caesars Arena | 20.332     | 2029    |
| Philadelphia WNBA team | Filadélfia, Pensilvânia | Xfinity Mobile Arena | 21.000     | 2030    |

### Equipes realocadas
- Orlando Miracle (1999 - 2002) – transferido para Connecticut, para se tornar o Connecticut Sun (2003 - presente)
- Utah Starzz (1997 - 2002) – transferido para San Antonio, para se tornar o San Antonio Silver Stars (2003 - 2013), renomeado como San Antonio Stars (2014 - 2017), e novamente transferido para Paradise, Nevada para se tornar o Las Vegas Aces (2018 - presente)
- Detroit Shock (1998 - 2009) – transferido para Tulsa, Oklahoma, para se tornar o Tulsa Shock (2010 - 2015) e, então, para Arlington, Texas, para se tornar o Dallas Wings (2016 - presente)

### Equipes extintas
- Charlotte Sting (1997 - 2006)
- Cleveland Rockers (1997 - 2003)
- Houston Comets (1997 - 2008)
- Miami Sol (2000 - 2002)
- Portland Fire (2000 - 2002)
- Sacramento Monarchs (1997 - 2009)

## Formato da temporada

### Draft
Em abril, antes do início da temporada regular e após o campeonato da NCAA, ocorre o draft da WNBA, por meio do qual as equipes da WNBA selecionam novas jogadoras de um grupo de talentos universitários e profissionais do basquete feminino. O primeiro draft foi realizado em 1997.
O Draft de 2025 marcou o primeiro draft da mais nova equipe de expansão da liga, o Golden State Valkyries. Esse draft consistiu de três rodadas, com 12 escolhas na primeira rodada (já que a escolha do Las Vegas Aces foi removida devido à violação das regras da liga) e 13 na segunda e terceira rodada. A ordem das escolhas das equipes em cada rodada é a ordem inversa da classificação da última temporada regular, com exceção das quatro primeiras escolhas da primeira rodada, que são determinadas pela Loteria do Draft, realizada em dezembro com as quatro equipes que não participaram dos playoffs, sendo que as chances de tirar a primeira escolha se baseiam nos recordes acumulados das equipes nas duas últimas temporadas. As escolhas do draft podem ser negociadas entre as equipes, portanto, a ordem e o número de escolham por equipem podem mudar significativamente.
Em 2026, a liga receberá o Toronto Tempo e o Portland Fire como as novas equipes de expansão, portanto, cada rodada do draft será composta por 15 jogadoras, com a sexta e sétima escolha de cada uma delas indo para as novas equipes, e as cinco primeiras escolhas da primeira rodada farão parte da Loteria do Draft.

#### Primeiras escolhas nos últimos anos
- 2020 – Sabrina Ionescu, New York Liberty
- 2021 – Charli Collier, Dallas Wings
- 2022 – Rhyne Howard, Atlanta Dream
- 2023 – Aliyah Boston, Indiana Fever
- 2024 – Caitlin Clark, Indiana Fever
- 2025 – Paige Bueckers, Dallas Wings

### Temporada regular
As equipes realizam acampamentos de treinamento em maio. Os acampamentos permitem que a comissão técnica prepare as jogadoras para a temporada regular e determine o elenco de 12 jogadoras para começar a temporada regular. Após o acampamento, são realizados uma série de jogos de exibição de pré-temporada.
A temporada regular da WNBA começa em maio. Em 2023 e 2024, cada equipe disputou 40 jogos regulares, 20 em casa e 20 fora. Com a entrada do Golden State Valkyries na liga em 2025, a temporada regular será expandida para 44 jogos. Assim como na NBA, cada equipe recebe e visita todas as outras equipes pelo menos uma vez na temporada.
Nos anos em que ocorrem os Jogos Olímpicos de Verão, a WNBA faz uma pausa de um mês no meio da temporada para permitir que as jogadoras treinem e participem com suas respectivas seleções nacionais. Nos anos em que ocorre a Copa do Mundo da FIBA, a WNBA faz uma pausa ou encerra sua temporada mais cedo, dependendo da programação da Copa do Mundo.

### Commissioner's Cup
A temporada de 2020 foi planejada para ser a primeira da Commissioner's Cup, um torneio dentro da temporada. Os primeiros jogos em casa e fora de cada equipe contra cada um dos adversários da conferência, todos a serem disputados na primeira metade da temporada, foram designados como jogos da Copa. Depois que cada equipe jogasse seus 10 jogos da Copa, a equipe melhor classificada na tabela da Copa de cada conferência avançaria para a Final da Commissioner's Cup, uma partida única realizada em agosto. A pandemia de COVID-19 fez com que o torneio fosse cancelado por enquanto; em vez disso, o torneio foi inaugurado em 2021 no formato originalmente anunciado.
O formato foi alterado para a temporada de 2024. Agora, cada equipe joga apenas uma partida da Commissioner's Cup contra cada equipe de sua conferência, com duas ou três partidas em casa e o restante fora. Todos os jogos na primeira quinzena de junho são disputas da Copa. A final, que continua sendo um único jogo entre as melhores equipes na classificação da Copa de cada conferência, agora é realizada no final de junho ou no início de julho. Em ambos os formatos, todos os jogos da Copa, exceto a final, contam como jogos da temporada regular.

### All-Star Game
Em 1999, a liga realizou seu primeiro All-Star Game, onde as melhores jogadoras da Conferência Leste enfrentam as melhores jogadoras da Conferência Oeste. O oeste dominou o jogo até 2006, quando o Leste finalmente venceu uma partida.
Em julho, a temporada regular faz uma pausa para celebrar o All-Star Game anual da WNBA. O jogo faz parte de um evento que dura um fim de semana, realizado em uma cidade selecionada pela WNBA a cada ano. Até a edição de 2017, o All-Star Game apresentava estrelas da Conferência Oeste enfrentando estrelas da Conferência Leste. Desde 2018, as afiliações das conferências têm sido ignoradas nas seleções das equipes. Durante a temporada, a votação para os titulares do All-Star é realizada entre os fãs, jogadoras da WNBA e membros da mídia esportiva. As titulares são selecionadas por uma votação ponderada (fãs 50%, jogadoras e mídia 25% cada), enquanto as reservas são selecionadas pelos treinadores principais da liga. As duas jogadoras com mais votos dos fãs são nomeadas capitãs das equipes, que então preenchem suas equipes em um formato de draft semelhante ao usado atualmente para o All-Star Game da NBA.
Em 2004, o The Game at Radio City foi realizado no lugar do All-Star Game tradicional. O All-Star Game de 2006 foi o primeiro jogo a apresentar uniformes personalizados que combinavam com a logo do décimo aniversário. De 2008 a 2016, nenhum All-Star Game ocorreu em anos olímpicos de verão. Em 2010, foi realizado um jogo de exibição (Stars at the Sun). Embora as Olimpíadas de Verão de 2020 tenham sido adiadas para 2021 devido à COVID-19, nenhum All-Star Game foi disputado naquela temporada. A temporada de 2021 contou com o primeiro All-Star Game em um ano olímpico desde 2000; essa disputa contou com um time All-Star da WNBA enfrentando a seleção nacional dos Estados Unidos. O jogo de 2024 usou o mesmo formato de 2021 e também foi um All-Star Game oficial.
Logo após o intervalo do All-Star, chega a trading deadline, o prazo final para as negociações. Após essa data, as equipes não podem mais trocar jogadoras entre si pelo restante da temporada, embora ainda possam contratar e dispensar jogadoras. As principais negociações geralmente são concluídas pouco antes do prazo final.

### Playoffs
Os playoffs (ou mata-mata) da WNBA geralmente começam no final de setembro, embora nos anos em que há a Copa do Mundo da FIBA eles começam em agosto. No sistema atual, as oito melhores equipes da temporada regular, independentemente da conferência, se classificam para os playoffs. Desde 2022, os playoffs são realizados em um formato padrão de eliminação direta, com a primeira rodada consistindo em uma série melhor de três e a semifinais e finais sendo melhor de cinco. Desde 2021, o Google é patrocinador oficial de todas as rodadas dos playoffs, exceto as finais, que são patrocinadas pelo YouTube TV.
Ter uma classificação mais alta oferece várias vantagens. A equipe com classificação mais alta geralmente enfrenta uma equipe mais fraca e tem a vantagem de jogar em casa em cada rodada. Em 2024, todas as séries das quartas de final usaram um padrão 2-1 em casa, o que permitiu que a equipe com classificação mais alta tivesse a oportunidade de vencer a série sem ter que jogar fora de casa. Isso, por sua vez, significava que uma classificação inferior que vencesse um dos dois primeiros jogos sediaria a decisão da série. No entanto, as quartas de final voltarão ao padrão 1-1-1 em 2025, com a classificação mais alta sediando o primeiro jogo e um possível terceiro jogo.
As quartas de final são disputadas de maneira normal para um torneio de 8 equipes, com 1x8 e 4x5 de um lado da chave e 2x7 e 3x6 do outro. Os vencedores de cada série das quartas de final avançam para as semifinais, sem que a chave seja reajustada. As semifinais utilizam um padrão de 2-2-1 em casa, o que significa que a equipe com melhor classificação terá a vantagem de jogar em casa nos jogos 1, 2 e 5, enquanto a outra equipe jogará em casa nos jogos 3 e 4. Até 2024, as finais também eram disputadas em um padrão de 2-2-1 em casa. A partir de 2025, as finais usarão o mesmo padrão de 2-2-1-1-1 usado atualmente pela NBA.

### Finais
A rodada final dos playoffs, uma série melhor de cinco entre os dois vencedores das semifinais, é conhecido como Finais da WNBA e é realizada anualmente, atualmente marcada para outubro. Cada jogadora da equipe vencedora recebe um anel de campeã. Além disso, a liga concede o prêmio de MVP das Finais. De 2005 a 2024, a série seguiu um padrão 2-2-1, o que significa que a equipe com melhor classificação jogou em casa nos jogos 1,2 e 5, enquanto a equipe com pior classificação jogou em casa nos jogos 3 e 4. O padrão mudará para 2-2-1-1-1 quando as finais forem expandidas para melhor de sete em 2025.
| Temporada | Campeão        | Campeão        | Segundo Lugar    | Segundo Lugar  | Formato        | Resultado | MVP das Finais |
| Temporada | Time           | Treinador      | Time             | Treinador      | Formato        | Resultado | MVP das Finais |
| --------- | -------------- | -------------- | ---------------- | -------------- | -------------- | --------- | -------------- |
| 1997      | Houston Comets | Van Chancellor | New York Liberty | Nancy Darsch   | Partida única  | 1-0       | Cynthia Cooper |
| 1998      | Houston Comets | Van Chancellor | Phoenix Mercury  | Cheryl Miller  | Melhor de três | 2-1       | Cynthia Cooper |
| 1999      | Houston Comets | Van Chancellor | New York Liberty | Richie Adubato | Melhor de três | 2-1       | Cynthia Cooper |

| Temporada | Campeão             | Campeão        | Segundo lugar            | Segundo lugar  | Formato         | Resultado | MVP das Finais   |
| Temporada | Time                | Treinador      | Time                     | Treinador      | Formato         | Resultado | MVP das Finais   |
| --------- | ------------------- | -------------- | ------------------------ | -------------- | --------------- | --------- | ---------------- |
| 2000      | Houston Comets      | Van Chancellor | New York Liberty         | Richie Adubato | Melhor de três  | 2-0       | Cynthia Cooper   |
| 2001      | Los Angeles Sparks  | Michael Cooper | Charlotte Sting          | Anne Donovan   | Melhor de três  | 2-0       | Lisa Leslie      |
| 2002      | Los Angeles Sparks  | Michael Cooper | New York Liberty         | Richie Adubato | Melhor de três  | 2-0       | Lisa Leslie      |
| 2003      | Detroit Shock       | Bill Laimbeer  | Los Angeles Sparks       | Michael Cooper | Melhor de três  | 2-1       | Ruth Riley       |
| 2004      | Seattle Storm       | Anne Donovan   | Connecticut Sun          | Mike Thibault  | Melhor de três  | 2-1       | Betty Lennox     |
| 2005      | Sacramento Monarchs | John Whisenant | Connecticut Sun          | Mike Thibault  | Melhor de cinco | 3-1       | Yolanda Griffith |
| 2006      | Detroit Shock       | Bill Laimbeer  | Sacramento Monarchs      | John Whisenant | Melhor de cinco | 3-2       | Deanna Nolan     |
| 2007      | Phoenix Mercury     | Paul Westhead  | Detroit Shock            | Bill Laimbeer  | Melhor de cinco | 3-2       | Cappie Pondexter |
| 2008      | Detroit Shock       | Bill Laimbeer  | San Antonio Silver Stars | Dan Hughes     | Melhor de cinco | 3-0       | Katie Smith      |
| 2009      | Phoenix Mercury     | Corey Gaines   | Indiana Fever            | Lin Dunn       | Melhor de cinco | 3-2       | Diana Taurasi    |

| Temporada | Campeão            | Campeão         | Segundo lugar      | Segundo lugar    | Formato         | Resultado | MVP das Finais   |
| Temporada | Time               | Treinador       | Time               | Treinador        | Formato         | Resultado | MVP das Finais   |
| --------- | ------------------ | --------------- | ------------------ | ---------------- | --------------- | --------- | ---------------- |
| 2010      | Seattle Storm      | Brian Agler     | Atlanta Dream      | Marynell Meadors | Melhor de cinco | 3-0       | Lauren Jackson   |
| 2011      | Minnesota Lynx     | Cheryl Reeve    | Atlanta Dream      | Marynell Meadors | Melhor de cinco | 3-0       | Seimone Augustus |
| 2012      | Indiana Fever      | Lin Dunn        | Minnesota Lynx     | Cheryl Reeve     | Melhor de cinco | 3-1       | Tamika Catchings |
| 2013      | Minnesota Lynx     | Cheryl Reeve    | Atlanta Dream      | Fred Williams    | Melhor de cinco | 3-0       | Maya Moore       |
| 2014      | Phoenix Mercury    | Sandy Brondello | Chicago Sky        | Pokey Chatman    | Melhor de cinco | 3-0       | Diana Taurasi    |
| 2015      | Minnesota Lynx     | Cheryl Reeve    | Indiana Fever      | Stephanie White  | Melhor de cinco | 3-2       | Sylvia Fowles    |
| 2016      | Los Angeles Sparks | Brian Agler     | Minnesota Lynx     | Cheryl Reeve     | Melhor de cinco | 3-2       | Candace Parker   |
| 2017      | Minnesota Lynx     | Cheryl Reeve    | Los Angeles Sparks | Brian Agler      | Melhor de cinco | 3-2       | Sylvia Fowles    |
| 2018      | Seattle Storm      | Dan Hughes      | Washington Mystics | Mike Thibault    | Melhor de cinco | 3-0       | Breanna Stewart  |
| 2019      | Washington Mystics | Mike Thibault   | Connecticut Sun    | Curt Miller      | Melhor de cinco | 3-2       | Emma Meesseman   |

| Temporada | Campeão          | Campeão          | Segundo lugar    | Segundo lugar   | Formato         | Resultado | MVP das Finais  |
| Temporada | Time             | Treinador        | Time             | Treinador       | Formato         | Resultado | MVP das Finais  |
| --------- | ---------------- | ---------------- | ---------------- | --------------- | --------------- | --------- | --------------- |
| 2020      | Seattle Storm    | Gary Kloppenburg | Las Vegas Aces   | Bill Laimbeer   | Melhor de cinco | 3-0       | Breanna Stewart |
| 2021      | Chicago Sky      | James Wade       | Phoenix Mercury  | Sandy Brondello | Melhor de cinco | 3-1       | Kahleah Copper  |
| 2022      | Las Vegas Aces   | Becky Hammon     | Connecticut Sun  | Curt Miller     | Melhor de cinco | 3-1       | Chelsea Gray    |
| 2023      | Las Vegas Aces   | Becky Hammon     | New York Liberty | Sandy Brondello | Melhor de cinco | 3-1       | A'ja Wilson     |
| 2024      | New York Liberty | Sandy Brondello  | Minnesota Lynx   | Cheryl Reeve    | Melhor de cinco | 3-2       | Jonquel Jones   |

## Jogadoras e Treinadores

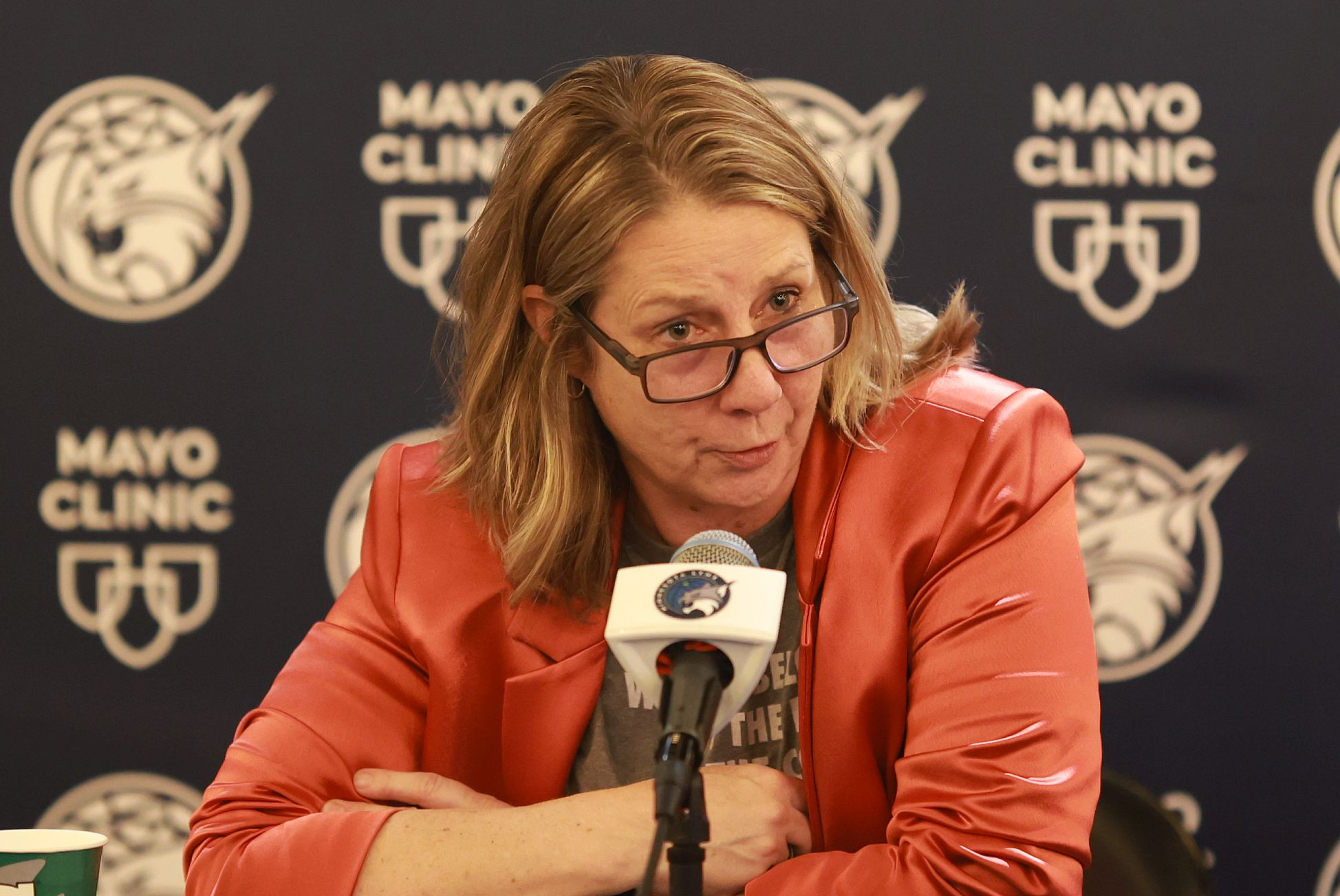
Cheryl Reeve, treinadora principal e presidente de operações de basquete do Minnesota Lynx, conhecida por sua bem-sucedida carreira de treinadora e liderança na WNBA.

Em 2011, uma década e meia após a estreia da WNBA, apenas duas jogadoras da temporada inaugural da liga em 1997 permaneceram: Sheryl Swoopes e Tina Thompson. Lisa Leslie foi a jogadora que permaneceu mais tempo da classe do draft de 1997; ela passou toda sua carreira (1997 - 2009) com o Los Angeles Sparks. Sue Bird detém os dois recordes de longevidade mais significativos da liga – número de temporadas na liga (19) e jogos disputados (580).
As integrantes da Equipe All-Decade da WNBA foram escolhidas em 2006, por ocasião do décimo aniversário da liga, entre 30 indicados compilados por votação de fãs, mídia, treinadores e jogadoras. A equipe deveria incluir as 10 melhores e mais influentes jogadoras da primeira década da WNBA, levando em consideração também o espírito esportivo, o serviço comunitário, a liderança e a contribuição para o crescimento do basquete feminino.

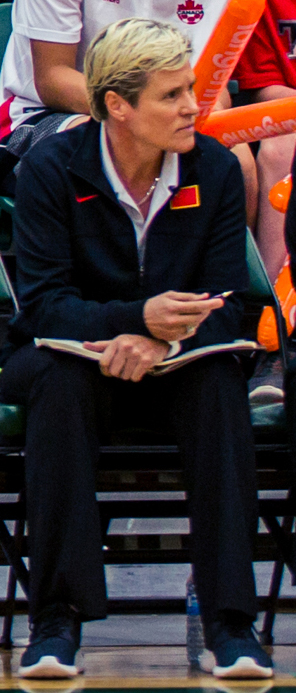
Michele Timms, conhecida por sua habilidade na criação de jogadas e liderança na quadra.

As jogadoras da Equipe Top 15 da WNBA foram escolhidas em 2011 no aniversário da décima quinta temporada da liga, entre 30 indicadas compiladas de forma semelhante ao processo da equipe All-Decade. Esse processo foi repetido na temporada de aniversário de 20 anos da liga, em 2016, com a seleção da WNBA Top 20@20, e na temporada de aniversário de 25 anos, em 2021, com a seleção do The W25.
Mais de 30 jogadoras marcaram pelo menos 3.000 pontos em suas carreiras na WNBA. Apenas 15 jogadoras atingiram a marca de 6.000 pontos: Diana Taurasi, Tina Charles, DeWanna Bonner, Tina Thompson, Tamika Catchings, Nneka Ogwumike, Candice Dupree, Cappie Pondexter, Sue Bird, Candace Parker, Katie Smith, Sylvia Fowles, Lisa Leslie, Seimone Augustus e Lauren Jackson. A líder em média de pontuação é A'ja Wilson, que atualmente joga pelo Las Vegas Aces, com uma média de 21,30 pontos por jogo.
Em 2007, Paul Westhead, do Phoenix Mercury, tornou-se a primeira pessoa a ganhar tanto o anel de campeão da NBA quanto o da WNBA como treinador.
Em 2008, Nancy Lieberman, de 50 anos, tornou-se a jogadora mais velha a atuar em um jogo da WNBA. Ela assinou um contrato de sete dias com o Detroit Shock e jogou uma partida, registrando duas assistências e dois turnovers em nove minutos de ação. Ao participar de um jogo, Lieberman quebrou um recorde que havia estabelecido em 1997, quando era a jogadora mais velha da liga, com 39 anos. A jogadora mais velha a ter participado de uma temporada completa é Diana Taurasi, que completou 42 anos no início da temporada de 2024.
Sue Bird, que jogou pelo Seattle Storm de 2002 até sua aposentadoria em 2022 (embora tenha ficado de fora das temporadas de 2013 e 2019 por causa de lesões), detém o recorde de assistências na carreira com 3,234 em 580 jogos da temporada regular. O recorde de mais assistências por jogo é atualmente de Courtney Vandersloot, com uma média de 6,62 assistências por jogo durante sua carreira com o Chicago Sky (2011 - 2022, 2025 - presente) e o New York Liberty (2023 - 2024).

### Marcos históricos
| Marco                                            | Jogadora           | Time                                                                                   | Data                                      | Informação                                                  | Ref.   |
| ------------------------------------------------ | ------------------ | -------------------------------------------------------------------------------------- | ----------------------------------------- | ----------------------------------------------------------- | ------ |
| Primeira jogadora contratada                     | Sheryl Swoopes     | Houston Comets                                                                         | 23 de outubro de 1996                     | Contratada pela WNBA e nomeada para Houston                 | [ 24 ] |
| Primeiros pontos marcados                        | Penny Toler        | Los Angeles Sparks                                                                     | 21 de junho de 1997                       | Marcou os primeiros pontos em um arremesso na linha de base | [ 25 ] |
| Primeiro triplo-duplo                            | Sheryl Swoopes     | Houston Comets                                                                         | 27 de julho de 1998                       | 14 pontos, 15 rebotes, 10 assistências                      | [ 26 ] |
| Primeira enterrada                               | Lisa Leslie        | Los Angeles Sparks                                                                     | 30 de julho de 2020                       | Enterrou a bola em uma partida contra Miami                 | [ 27 ] |
| Primeira temporada 50–40–90                      | Elena Delle Donne  | Washington Mystics                                                                     | 2019                                      | 51,5% FG - 43,0% 3FG - 97,4% FT                             | [ 28 ] |
| Mais jogos disputados                            | Sue Bird           | Seattle Storm                                                                          | 2002 - 2012, 2014 - 2018, 2020 - 2022     | 580 jogos                                                   | [ 29 ] |
| Mais pontos na carreira                          | Diana Taurasi      | Phoenix Mercury                                                                        | 2004 - 2014, 2016 - 2024                  | 10.646 pontos                                               | [ 19 ] |
| Mais rebotes na carreira                         | Tina Charles       | Connecticut Sun / Washington Mystics / Phoenix Mercury / Seattle Storm / Atlanta Dream | 2010 - 2019, 2021 - 2022, 2024 - presente | 4.207 rebotes                                               | [ 30 ] |
| Mais assistências na carreira                    | Sue Bird           | Seattle Storm                                                                          | 2002 - 2012, 2014 - 2018, 2020 - 2022     | 3.234 assistências                                          | [ 22 ] |
| Mais bloqueios na carreira                       | Margo Dydek        | Utah Starzz / San Antonio Silver Stars / Connecticut Sun / Los Angeles Sparks          | 1998 - 2004, 2005 - 2007, 2008            | 877 bloqueios                                               | [ 31 ] |
| Mais roubos de bola na carreira                  | Tamika Catchings   | Indiana Fever                                                                          | 2002 - 2016                               | 1.074 roubos de bola                                        | [ 32 ] |
| Mais cestas de 3 pontos                          | Diana Taurasi      | Phoenix Mercury                                                                        | 2004 - 2014, 2016 - 2024                  | 1.447 cestas de 3 pontos                                    | [ 33 ] |
| Mais pontos em um jogo                           | Liz Cambage        | Dallas Wings                                                                           | 17 de julho de 2018                       | 53 pontos                                                   | [ 34 ] |
| Mais pontos em um jogo                           | A'ja Wilson        | Las Vegas Aces                                                                         | 22 de agosto de 2023                      | 53 pontos                                                   | [ 34 ] |
| Mais rebotes em um jogo                          | Chamique Holdsclaw | Washington Mystics                                                                     | 23 de maio de 2003                        | 24 rebotes                                                  | [ 35 ] |
| Mais assistências em um jogo                     | Caitlin Clark      | Indiana Fever                                                                          | 17 de julho de 2024                       | 19 assistências                                             | [ 36 ] |
| Mais vitórias para um treinador na carreira      | Mike Thibault      | Connecticut Sun / Washington Mystics                                                   | 2003 - 2022                               | 379 vitórias                                                | [ 37 ] |
| Mais pontos para um time em um jogo              | –                  | Phoenix Mercury                                                                        | 24 de julho de 2010                       | 127 pontos na prorrogação dupla contra Minnesota            | [ 38 ] |
| Mais pontos para um time em um jogo regulamentar | –                  | Phoenix Mercury                                                                        | 22 de julho de 2010                       | 123 pontos contra Tulsa                                     | [ 39 ] |
| Maior margem de vitória                          | –                  | Minnesota Lynx                                                                         | 18 de agosto de 2017                      | Vitória de 59 pontos (111-52) contra Indiana                | [ 40 ] |
| Maior público em qualquer jogo                   | –                  | Detroit Shock                                                                          | 16 de setembro de 2003                    | 22.076 no Jogo 3 das Finais de 2003 contra Los Angeles      | [ 41 ] |
| Maior público em qualquer jogo                   | –                  | Detroit Shock                                                                          | 16 de setembro de 2007                    | 22.076 no Jogo 5 das Finais de 2007 contra Phoenix          | [ 41 ] |
| Maio público em um jogo da temporada regular     | –                  | Washington Mystics                                                                     | 19 de setembro de 2024                    | 20,711 contra o Indiana Fever                               | [ 41 ] |

### Premiações
Por volta do início de setembro (ou final de agosto nos anos de Olimpíadas e Copa do Mundo da FIBA), a temporada regular termina. É durante esse período que começa a votação para os prêmios individuais. O Prêmio de Sexta Jogadora do Ano (anteriormente conhecido como prêmio "Sexta Mulher") é concedido à melhor jogadora substituta (deve ter mais jogos saindo do banco do que jogos iniciados). O Prêmio de Rookie do Ano é concedido à jogadora mais notável em seu primeiro ano na liga. O Prêmio Most Improved Player é concedido à jogadora que demonstrou a melhor evolução em relação à temporada anterior. O Prêmio de Jogadora Defensiva do Ano é concedido à melhor defensora da liga. O Prêmio Kim Perrot Sportsmanship é concedido à jogadora que demonstra excelente espírito esportivo dentro e fora da quadra. O Prêmio de Treinador do Ano é concedido ao treinador com o maior impacto positivo em uma equipe. O Prêmio de Jogadora Mais Valiosa (MVP) é concedido à jogadora considerada a mais valiosa para sua equipe naquela temporada. O Prêmio de Executivo do Ano é concedido ao executivo da equipe que mais contribuiu para o sucesso de seu time naquela temporada. O mais novo prêmio da WNBA, apresentado pela primeira vez em 2019, é a versão para toda temporada (antes disso, desde 2008, o prêmio era concedido de forma mensal) do Prêmio de Assistência Comunitária, concedido a uma jogadora por serviços comunitários especialmente meritórios.
Também são nomeadas as Equipes All-WNBA, All-Defensive e All-Rookie; cada uma é composta por cinco jogadoras. Há duas equipes All-WNBA; a partir da temporada de 2022, cada uma consiste das cinco melhores jogadoras selecionadas sem levar em conta a posição, sendo o status de primeira equipe o mais desejável. Há duas equipes All-Defensive; desde a temporada de 2023, cada uma consiste das melhores defensoras, sem levar em conta a posição. Por fim, há uma equipe All-Rookie, composta pelas cinco melhores jogadoras no primeiro primeio ano, sem levar em conta a posição. (Em todos os casos, um empate na votação pode levar a uma equipe com seis jogadoras em vez de cinco).

#### Vencedoras recentes[43]
| Prêmio                            | Prêmio                            | Vencedora          | Time               | Votos/Estatísticas |
| --------------------------------- | --------------------------------- | ------------------ | ------------------ | ------------------ |
| Jogadora Mais Valiosa (MVP)       | Jogadora Mais Valiosa (MVP)       | A'ja Wilson        | Las Vegas Aces     | 67 de 67           |
| MVP das Finais                    | MVP das Finais                    | Jonquel Jones      | New York Liberty   | -                  |
| Rookie do Ano                     | Rookie do Ano                     | Caitlin Clark      | Indiana Fever      | 66 de 67           |
| Most Improved Player              | Most Improved Player              | DiJonai Carrington | Connecticut Sun    | 28 de 67           |
| Jogadora Defensiva do Ano         | Jogadora Defensiva do Ano         | Napheesa Collier   | Minnesota Lynx     | 36 de 67           |
| Sexta Jogadora do Ano             | Sexta Jogadora do Ano             | Tiffany Hayes      | Las Vegas Aces     | 38 de 67           |
| Kim Perrot Sportsmanship Award    | Kim Perrot Sportsmanship Award    | Dearica Hamby      | Los Angeles Sparks | 12 de 67           |
| Melhores Performances             | Pontos                            | A'ja Wilson        | Las Vegas Aces     | 26.9 PPG           |
| Melhores Performances             | Rebotes                           | Angel Reese        | Chicago Sky        | 13.1 RPG           |
| Melhores Performances             | Assistências                      | Caitlin Clark      | Indiana Fever      | 8.4 APG            |
| Treinadora do Ano                 | Treinadora do Ano                 | Cheryl Reeve       | Minnesota Lynx     | 62 de 67           |
| Executivo do Ano                  | Executivo do Ano                  | Cheryl Reeve       | Minnesota Lynx     | 10 de 36           |
| Prêmio de Assistência Comunitária | Prêmio de Assistência Comunitária | Azurá Stevens      | Los Angeles Sparks | -                  |

### Números aposentados

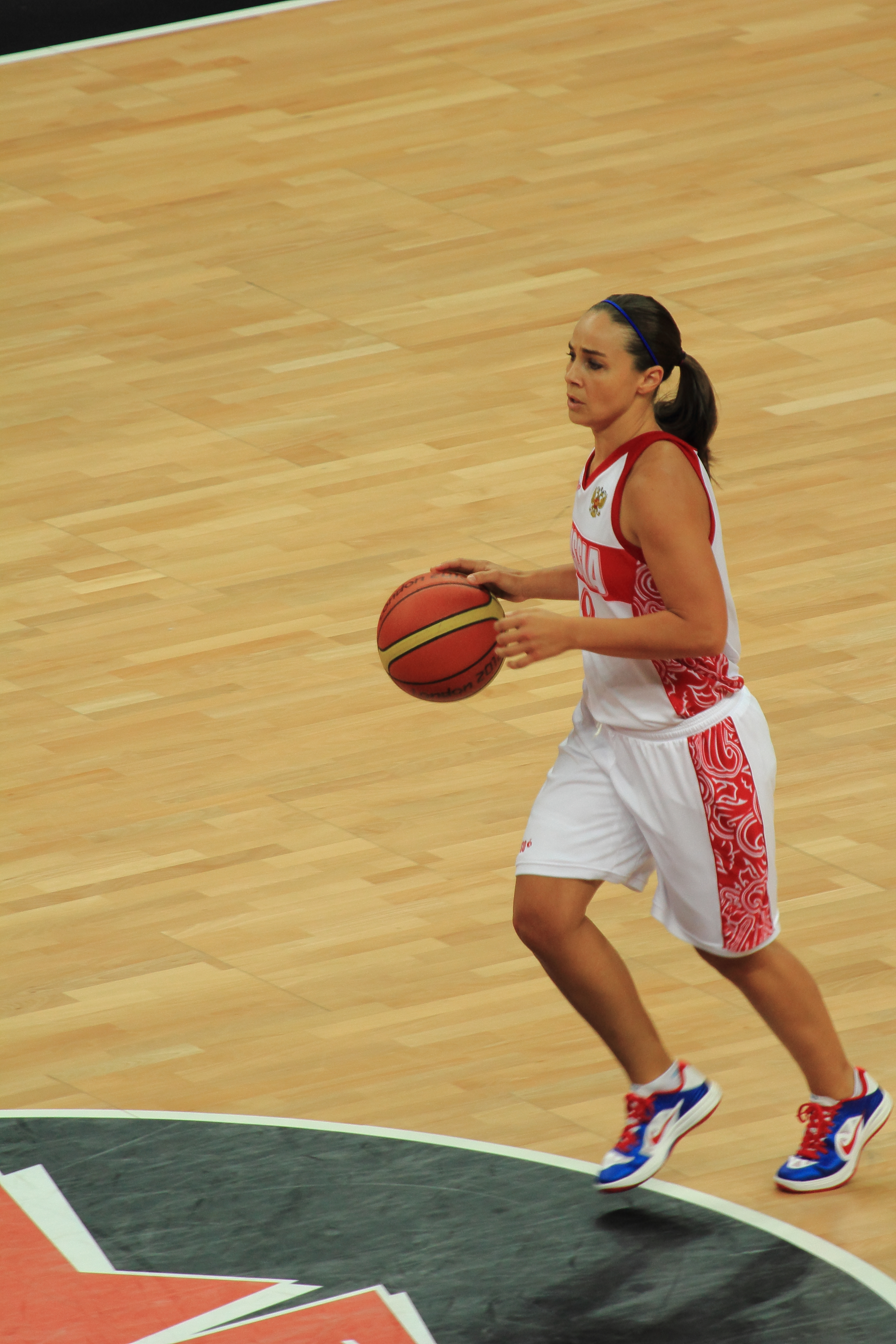
Becky Hammon, conhecida por seu QI de basquete excepcional e por suas contribuições ao jogo.

| No. | Time               | Jogadora         | Período     | Ref.          |
| --- | ------------------ | ---------------- | ----------- | ------------- |
| 14  | Chicago Sky        | Allie Quigley    | 2013 - 2022 | [ 45 ]        |
| 3   | Chicago Sky        | Candance Parker  | 2021 - 2022 | [ 46 ]        |
| 24  | Indiana Fever      | Tamika Catchings | 2002 - 2016 | [ 47 ]        |
| 25  | Las Vegas Aces     | Becky Hammon     | 2007 - 2014 | [ 48 ] [ 49 ] |
| 3   | Los Angeles Sparks | Candance Parker  | 2008 - 2020 | [ 50 ]        |
| 9   | Los Angeles Sparks | Lisa Leslie      | 1997 - 2009 | [ 51 ]        |
| 11  | Los Angeles Sparks | Penny Toler      | 1997 - 1999 | [ 52 ]        |
| 13  | Minnesota Lynx     | Lindsay Whalen   | 2010 - 2018 | [ 53 ]        |
| 23  | Minnesota Lynx     | Maya Moore       | 2011 - 2018 | [ 54 ]        |
| 32  | Minnesota Lynx     | Rebekkah Brunson | 2010 - 2018 | [ 55 ]        |
| 33  | Minnesota Lynx     | Seimone Augustus | 2006 - 2019 | [ 56 ]        |
| 34  | Minnesota Lynx     | Sylvia Fowles    | 2015 - 2022 | [ 57 ]        |
| 7   | Phoenix Mercury    | Michele Timms    | 1997 - 2001 | [ 58 ] [ 59 ] |
| 13  | Phoenix Mercury    | Penny Taylor     | 2004 - 2016 | [ 60 ] [ 61 ] |
| 22  | Phoenix Mercury    | Jennifer Gillom  | 1997 - 2002 | [ 61 ]        |
| 32  | Phoenix Mercury    | Bridget Pettis   | 1997 - 2006 | [ 61 ]        |
| 15  | Seattle Storm      | Lauren Jackson   | 2001 - 2012 | [ 62 ] [ 63 ] |
| 10  | Seattle Storm      | Sue Bird         | 2001 - 2022 | [ 64 ]        |

## Offseason
Em julho de 2023, Napheesa Collier e Breanna Stewart anunciaram a Unrivaled, uma liga profissional feminina de basquete 3x3. A liga foi fundada, em parte, para permitir que as jogadoras da WNBA jogassem nos Estados Unidos e contornassem as complicações da regra de priorização da WNBA para aquelas que escolhessem jogar no exterior durante a offseason da WNBA. A temporada inaugural da Unrivaled estreou em janeiro de 2025 em Medley, Flórida.